# بریتیش ایروسپیس ۱۲۵
بریتیش ایروسپیس ۱۲۵ (به انگلیسی: British Aerospace 125) یک جت تجاری دوموتوره با اندازه متوسط است. در ابتدا توسط دی هاویلند توسعه داده شد و در ابتدا با نام DH125 Jet Dragon شناخته شد، تولید آن با نام Hawker Siddeley HS.125 وارد بازار شد، که تا سال 1977 مورد استفاده قرار گرفت. بعدها، انواع جدیدی از این هواپیما با عنوان Hawker 800 به بازار عرضه شد.
این هواپیما در خارج از کشور بسیار محبوب شد. بیش از 60 درصد کل فروش این هواپیما به مشتریان آمریکای شمالی بود. همچنین توسط نیروی هوایی سلطنتی به عنوان یک هواپیمای آموزشی ناوبری به عنوان Hawker Siddeley Dominie T1 مورد استفاده قرار گرفت و توسط نیروی هوایی ایالات متحده به عنوان یک هواپیما کالیبراسیون تحت نام C-29 مورد استفاده قرار گرفت.